# Espinosa de los Caballeros
Espinosa de los Caballeros település Spanyolországban, Ávila tartományban. Espinosa de los Caballeros Orbita, Arévalo és Codorniz községekkel határos. Lakosainak száma 97 fő (2024).

## Népesség
A település népessége az utóbbi években az alábbiak szerint változott:
| Lakosok száma | 108  | 110  | 110  | 111  | 111  | 101  | 97   | 114  | 109  | 97   |
|               | 2001 | 2004 | 2006 | 2009 | 2011 | 2014 | 2016 | 2019 | 2021 | 2024 |